# Los Angeles Film Critics Association Awards 1979
La 5ª edizione dei Los Angeles Film Critics Association Awards si è tenuta il 9 gennaio 1980, per onorare il lavoro nel mondo del cinema per l'anno 1979.

## Premi
Miglior film
- Kramer contro Kramer (Kramer vs. Kramer), regia di Robert Benton

Miglior attore
- Dustin Hoffman - Kramer contro Kramer (Kramer vs. Kramer)

Miglior attrice
- Sally Field - Norma Rae

Miglior regista
- Robert Benton - Kramer contro Kramer (Kramer vs. Kramer)

Miglior attore non protagonista
- Melvyn Douglas - Oltre il giardino (Being There) e La seduzione del potere (The seduction of Joe Tynan)

Miglior attrice non protagonista
- Meryl Streep - Kramer contro Kramer (Kramer vs. Kramer), Manhattan e La seduzione del potere (The Seduction of Joey Tynan)

Miglior sceneggiatura
- Robert Benton - Kramer contro Kramer (Kramer vs. Kramer)

Miglior fotografia
- Caleb Deschanel - Black Stallion (The Black Stallion)

Miglior colonna sonora
- Carmine Coppola - Black Stallion (The Black Stallion)

Miglior film in lingua straniera
- Soldato d'Orange (Soldaat van Oranje), regia di Paul Verhoeven  ·   Belgio/ Paesi Bassi

New Generation Award
- John Carpenter

Career Achievement Award
- John Huston